# Lunchbox Avenue
Lunchbox Avenue – amerykański zespół muzyczny, założony w Teksasie. Ich muzyka to połączenie skatepunku i poppunku.

## Członkowie
- Tien Charoenchai - gitara, wokal
- Steve Koester - gitara basowa, wokal
- Anthony Johnson - perkusja

## Dyskografia
- 2002: Quit Your Day Job